# Antistitium
L'Antistitium est un bâtiment situé dans la ville grisonne de Coire, en Suisse.

## Histoire
Le bâtiment, dont la date de construction est inconnue, est acheté en 1470 par l'abbé de Disentis et restera en possession de l'abbaye jusqu'à l'instauration de la Réforme protestante. Par la suite, il deviendra la résidence officielle du pasteur principal de la ville dont l'église de prêche se trouvait juste en face. Il s'agit d'un des rares bâtiments épargnés par l'incendie de 1574 qui détruisit une grande partie de la ville.
Le bâtiment de 4 étages a été rénové pour la dernière fois entre 1965 et 1967. Tout comme son voisin appelé «  », il est inscrit comme bien culturel d'importance nationale.

## Source
- (de) Cet article est partiellement ou en totalité issu de l’article de Wikipédia en allemand intitulé « Antistitium (Chur) » (voir la liste des auteurs).